# Friedrich Bernhard von Prittwitz

Friedrich Bernhard von Prittwitz, Landesältester

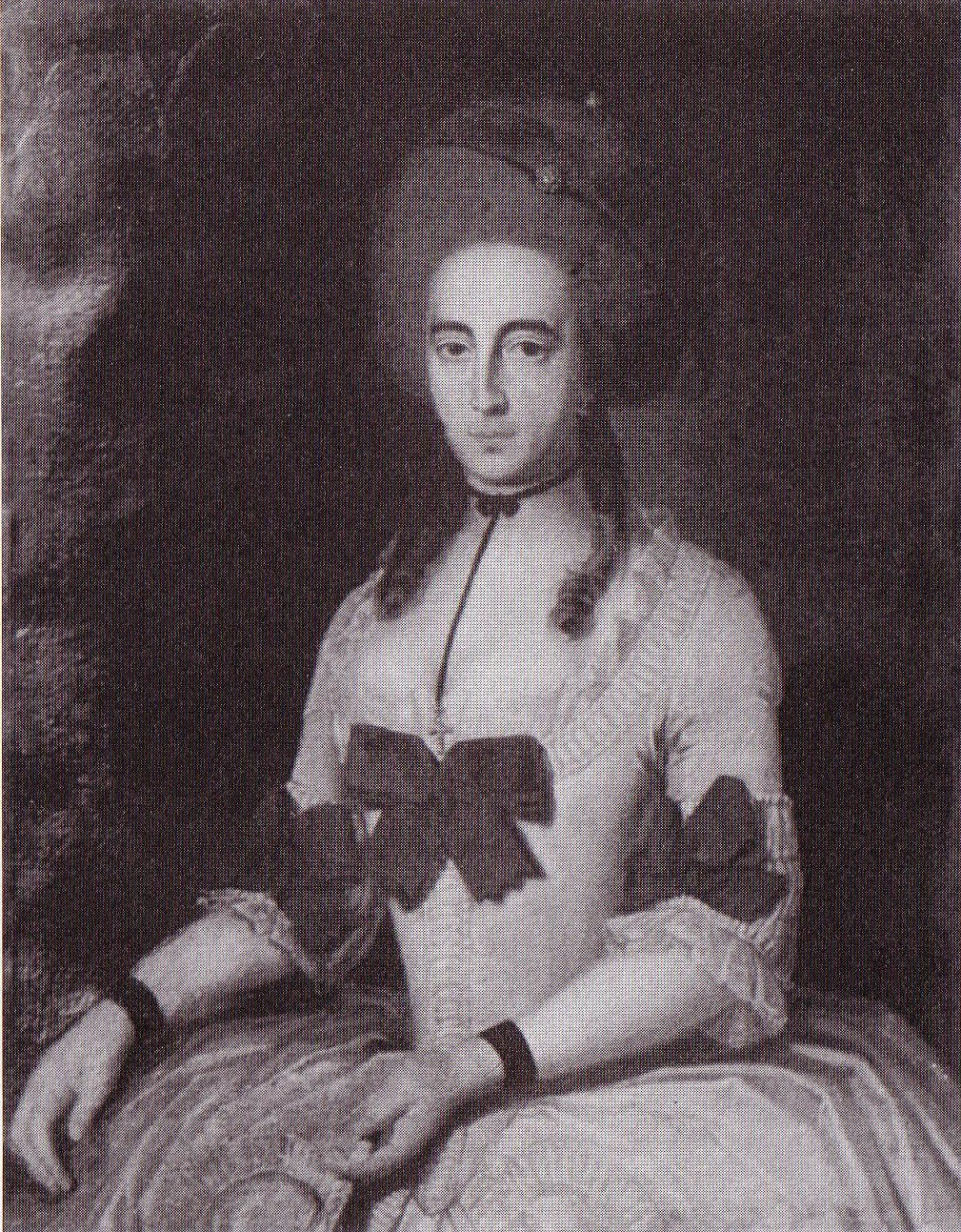
Barbara Sophia von Heugel (Haus Gutwohne)

Friedrich Bernhard von Prittwitz (* 10. Februar 1720 in Karisch, Kreis Strehlen; † 14. Januar 1793 in Leipitz, Kreis Nimptsch) war Landesältester und mehrfacher Gutsbesitzer in Schlesien.

## Leben
Prittwitz entstammte dem alten, weit verzweigten schlesischen Adelsgeschlecht derer von Prittwitz und war der Sohn des Gutsbesitzers Hans Kaspar von Prittwitz, Herr auf den Gütern Karisch, Louisdorf und Lorenzberg (alle Kr. Strehlen), Pangel, Woislowitz, Quanzendorf und Altstadt-Nimptsch (alle Kr. Nimptsch), sowie Deutsch Würbitz, Kr. Kreuzburg (Oberschlesien), und der Charlotte Elisabeth von Brauchitsch. Nach seiner Schulzeit auf dem Rittercollegium Brandenburg studierte Prittwitz an den Universitäten Halle und Jena Rechtswissenschaften, übernahm allerdings recht bald das Gut Pangel. Er war Gutsbesitzer auf Pangel, Woislowitz (Woislitz), Altstadt-Nimptsch, Leipitz und Sadewitz (alle Kr. Nimptsch), kurzzeitig auch auf Dambrau und Sokolnik, beide Kr. Falkenberg (Oberschlesien), sowie Chmiellowitz und Zirkwitz, beide Kr. Oppeln (Oberschlesien). Prittwitz war von 1770 bis 1774 Landesältester des Landkreises Oppeln (Oberschlesien).

## Familie
Er heiratete am 26. April 1758 Barbara Sophie von Heugel (* 4. Dezember 1717; † März 1784), die verwitwete Ehefrau des Gutsbesitzers Georg Siegmund von Seidlitz und Tochter des herzoglich Württembergisch-Oelsnischen Rats, Landeshofgerichtsassessors und Landesältesten Gustav Adolf von Heugel, Gutsherr auf Gutwohne (Kr. Oels, Niederschlesien) u. a., und der Helene Konstanze von Gfug und Fellendorf. Seine Ehefrau brachte die beiden Güter ihres ersten Mannes, Leipitz und Sadewitz, als Erbe in die Ehe ein. Die Ehe blieb ohne Nachkommen; die beiden Kinder starben noch im Kindesalter. Auf dem Friedhof in Nimptsch befindet sich noch heute das für ihn bereits 1784 errichtete Mausoleum, dessen Ruine erst 2001 restauriert wurde.